# Barbara Lorenz
Barbara Lorenz (geb. vor 1970) ist eine Maskenbildnerin.

## Leben
Lorenz begann ihre Karriere zunächst als Schauspielerin mit kleinen Rollen in einem österreichischen und zwei deutschen Fernsehfilmen. Ihre Karriere beim Filmstab begann Anfang der 1970er Jahre beim US-amerikanischen Fernsehen. Ihr Filmdebüt als Maskenbildnerin hatte sie 1976, einer ihrer ersten Spielfilme war John Schlesingers Thriller Der Marathon-Mann. Es folgte eine über vier Jahrzehnte andauernde Karriere, in deren Verlauf sie unter so renommierten Regisseuren wie Steven Spielberg, Francis Ford Coppola, Peter Weir, Martin Brest und Tim Burton arbeitete.
2003 war sie für Simon Wells’ Science-Fiction-Film The Time Machine zusammen mit John M. Elliott Jr. für den Oscar in der Kategorie Bestes Make-up und beste Frisuren nominiert, es gewann in diesem Jahr jedoch die Filmbiografie Frida.
Neben annähernden 100 Spielfilmen war sie auch für das Fernsehen tätig, darunter die Fernsehserien Agentin mit Herz, Enlightened – Erleuchtung mit Hindernissen, The Newsroom und Episodes. Für ihr wirken am Fernsehfilm Die Liebe stirbt nie mit Halle Berry in der Hauptrolle war sie 2005 für einen Primetime Emmy nominiert. Lorenz wurde 2017 mit dem Lifetime Achievement Award der Make-Up Artists and Hair Stylists Guild für ihr Lebenswerk geehrt.

## Filmografie (Auswahl)
- 1976: Der Marathon-Mann (Marathon Man)
- 1979: Reichtum ist keine Schande (The Jerk)
- 1983: Staying Alive
- 1984: Beverly Hills Cop – Ich lös’ den Fall auf jeden Fall (Beverly Hills Cop)
- 1986: Die unglaubliche Entführung der verrückten Mrs. Stone (Ruthless People)
- 1987: Die Reise ins Ich (Innerspace)
- 1988: Die nackte Kanone (The Naked Gun: From the Files of Police Squad!)
- 1989: Harry und Sally (When Harry Met Sally…)
- 1991: For the Boys – Tage des Ruhms, Tage der Liebe (For the Boys)
- 1992: Batmans Rückkehr (Batman Returns)
- 1995: Batman Forever
- 2000: 3 Engel für Charlie (Charlie’s Angels)
- 2002: The Time Machine
- 2003: Master & Commander – Bis ans Ende der Welt (Master and Commander: The Far Side of the World)
- 2006: X-Men: Der letzte Widerstand (X-Men: The Last Stand)
- 2008: Indiana Jones und das Königreich des Kristallschädels (Indiana Jones and the Kingdom of the Crystal Skull)
- 2010: Meine Frau, unsere Kinder und ich (Little Fockers)
- 2012: John Carter – Zwischen zwei Welten (John Carter)
- 2015: The Boy Next Door
- 2016: La La Land
- 2017: Liebe zu Besuch (Home Again)
- 2019: Terminator: Dark Fate
- 2021: Shang-Chi and the Legend of the Ten Rings

## Nominierungen (Auswahl)
- 2003: Oscar-Nominierung in der Kategorie Bestes Make-up und beste Frisuren für The Time Machine